# 1523 en littérature
| Années de la littérature : 1520 - 1521 - 1522 - 1523 - 1524 - 1525 - 1526    |
| Décennies de la littérature : 1490 - 1500 - 1510 - 1520 - 1530 - 1540 - 1550 |

Cet article présente les faits marquants de l'année 1523 en littérature.

## Événements
- 8 août : sur le parvis de Notre-Dame de Paris sont brulés en autodafé sur ordre de l'évêché, plusieurs livres des théologiens réformistes Martin Luther et de Philipp Melanchthon, traduits et édités par Loys Barquin[1].

- Le moine Hans Tausen (1494-1561), théologien danois, est gagné aux idées luthérienns lors de ses études à Wittenberg[2].

## Parutions
- 8 juin : l'humaniste Jacques Lefèvre d'Étaples publie à Paris chez Simon de Colines une traduction en français du Nouveau Testament, condamnée le 16 août par la Sorbonne[3].
- Août : Naufragium (« Le Naufrage »), dialogue du théologien hollandais Érasme, est publié à Bâle dans la troisième édition des Colloques[4].
- 17 novembre : le réformateur suisse Ulrich Zwingli (1484-1531) termine Eine christliche Anleitung an die Seelsorger[5], traduit en français sous le titre « Brève instruction chrétienne ».

- Jean Pic de la Mirandole (1463-1494, philosophe), La sorcière : dialogue en trois livres sur la tromperie des démons, publié à Bologne chez Hieronymus de Benedictis[6].
- Le corsaire turc Piri Reis présente son ouvrage Kitab-ı Bahriye (« Voyages sur mer »), dédié à Soliman le Magnifique, qui comporte des renseignements sur les courants, les hauts-fonds, les ports et les détroits[7].

## Naissances
- 20 février : Jan Blahoslav (en) (1523-1571), humaniste et essayiste morave[8].
- 7 mars : Francesco Giuntini (1523-1590), théologien italien.
- 5 avril : Blaise de Vigenère (1523-1596), archéologue, astrologue, traducteur et critique d'art français.
- 11 novembre : Guy Coquille (1523-1603), juriconsulte et poète français.

- Francisco Sánchez de las Brozas (1523-1601),  humaniste, philologue et grammairien espagnol.

## Décès
- 29 août : Ulrich von Hutten (1488-1523), humaniste et réformiste allemand.
- 2 décembre : Faustino Perisauli (1450-1523), écrivain et poète humaniste italien.

- Alessandro Alessandri (1461-1523), écrivain et juriste italien.
- Thomas Anshelm de Baden-Baden, mort en juin 1523, imprimeur de livres humanistes et réformistes à Haguenau.
- Abraham de Balmes (1440-1523), rabbin, médecin, traducteur et grammairien italien.
- Arnao Guillén de Brocar (v.1460-1523), imprimeur et typographe espagnol.
- Silvestro Mazzolini da Prierio (v.1456-1523), théologien italien.